# Bocskaikert
Bocskaikert község Hajdú-Bihar vármegye Hajdúhadházi járásában.

## Fekvése
A 4-es és a 354-es főutak, illetve a Budapest–Záhony-vasútvonal mellett terül el, Hajdúhadháztól 4 km-re, Bodaszőlőtől 5 km-re, Debrecen-Pallagtól 9 km-re.
Településszerkezete sakktáblaszerű.

## Története
1899. február 21-én alapították meg Bocskaikertet, mint hegyközséget. Ekkor szőlőt és gyümölcsöt termesztettek a területen. Első tulajdonosai Poroszlay László debreceni bankigazgató, kormányfőtanácsos és néhány ismerőse voltak. Ezután sorra gyarapodott a tulajdonosok száma. Elsősorban Debrecen tehetősebb polgárai vették igénybe pihenés, nyaralás céljából.
Elsőként a debreceni felsőosztály építtetett villákat és lakóházakat Bocskaikertben, és elsősorban azok a rangosabb polgárok költöztek ki ide, akiknek komolyabb érdekeltségük volt az akkor még fejletlen, mezőgazdasági övezetként működő, ma Hajdúhadházként ismert település területén. A várostól messze eső Bocskaikert erdőségével, jó levegőjével vonzotta az embereket, így hamarosan az építési telkek, később lakóházak és üdülők kezdték benépesíteni ezt a területet. 1988-ban vezették be a településen a vezetékes vízellátást, korábban ásott kutak biztosították a vizet.
1992. november 8-án Bocskaikert lakosai népszavazáson döntött arról, hogy saját települést szeretnének alakítani saját önkormányzattal. Ekkor a nyilvántartott lakosság 1295 fő volt.
1993. október 15-én nyilvánította önálló községgé Göncz Árpád, a Magyar Köztársaság akkori elnöke.
2001 óta van nyilvántartva a magyar helységnevek között. Addig elsősorban nagyobb szőlőbirtokok voltak a település körül, miközben a falu központjában megindult egy kellemes, dinamikusan fejlődő polgári közösség kibontakozása. Jelenleg inkább alvóváros, szinte minden telken lakóház van, sokan költöztek ki Debrecenből, de munkájuk miatt reggelente visszajárnak.

## Közélete

### Polgármesterei
| Időszak   | Név                  | Jelölő szervezet(ek) |
| --------- | -------------------- | -------------------- |
| 1994–1998 | Dr. Gyarmathy Kálmán | független            |
| 1998–2002 | Dr. Gyarmathy Kálmán | független            |
| 2002–2006 | Dr. Gyarmathy Kálmán | független            |
| 2006–2010 | Szőllős Sándor       | Fidesz               |
| 2010–2014 | Szőllős Sándor       | Fidesz               |
| 2014–2018 | Szőllős Sándor       | Fidesz-KDNP          |
| 2019–2024 | Szőllős Sándor       | Fidesz-KDNP          |
| 2024–     | Szőllős Sándor       | Fidesz-KDNP          |

## Népesség
A település népességének változása:
| Lakosok száma | 3081 | 3118 | 3192 | 3897 | 3957 | 3999 | 4118 |
|               | 2013 | 2014 | 2015 | 2021 | 2022 | 2023 | 2024 |

2001-ben a település lakosságának 99%-a magyar, 1%-a egyéb (főleg német és cigány) nemzetiségűnek vallotta magát.
A 2011-es népszámlálás során a lakosok 79%-a magyarnak, 0,4% cigánynak, 0,4% németnek, 0,6% románnak mondta magát (21% nem nyilatkozott; a kettős identitások miatt a végösszeg nagyobb lehet 100%-nál). A vallási megoszlás a következő volt: római katolikus 9%, református 26,2%, evangélikus 0,3%, görögkatolikus 5%, felekezeten kívüli 25,5% (32,8% nem válaszolt).
2022-ben a lakosság 89,2%-a vallotta magát magyarnak, 0,7% németnek, 0,4% cigánynak, 0,4% románnak, 0,1-0,1% lengyelnek, horvátnak, görögnek, örménynek, ruszinnak és ukránnak, 3,1% egyéb, nem hazai nemzetiségűnek (10,7% nem nyilatkozott; a kettős identitások miatt a végösszeg nagyobb lehet 100%-nál). Vallásuk szerint 21,6% volt református, 7,8% római katolikus, 4,9% görög katolikus, 0,9% egyéb keresztény, 0,2% egyéb katolikus, 0,2% evangélikus, 24,3% felekezeten kívüli (39,7% nem válaszolt).

## Látnivalók
- Poroszlay-kúria, amely ma a polgármesteri hivatalnak ad otthont. Az épületet Poroszlai Albert hajdúhadházi lakos a 20. század elején építette saját tervei alapján. A négyszobás villa az 1980-90-es években általános iskolaként szolgált.

## Nevezetességek
Kis település, de saját általános iskolája, óvodája, ökumenikus temploma, postája (amely 1954-ben létesült), takarékszövetkezete, orvosi és fogorvosi rendelője, gyógyszertára, vasútállomása van.
Híres írók, művészek is alkottak itt. Németh László író 1942 és 1946 között élt itt. A róla elnevezett utca és az egykori háza őrzi emlékét a településen. Gulyás Pál debreceni költő is itt élt és alkotott. Az ő emlékét szintén utca és a házon elhelyezett emléktábla őrzi. Dienes János festőművész is csendességet talált alkotásaihoz. Ma is látható a művész egykori háza az erdő szélén, a róla elnevezett utcában. Móricz Zsigmond is gyakran megfordult a településen.
Bocskaikert nevezetessége továbbá az óvoda egykori épülete, amelyet mára már a nagy létszám miatt bővítettek. Az eredeti épület megépítését 1767-re vezetik vissza. Dugó csárda néven működött az 1920-as évek elejéig, ezután iskolává alakították. Egy szájhagyomány szerint az épület alatti pincéből alagút vezetett át a néhány kilométerre lévő Bodára. Állítólag Boda Katalin is itt haladt át násznépével az esküvője napján. Alagutat vagy annak meglétére utaló jelet a mai napig nem találtak.
A településtől nyugatra halad el a szarmaták által 324 és 337 között épített, az Alföldet körbekerülő Csörsz-árok vagy más néven Ördögárok nyomvonala.

## Gazdaság
A településen élők egy kis része a jó termőföld miatt saját magának termel. Az utcákon járva, néhol kisebb-nagyobb fóliasátrakat is láthatunk.